# Ленка Длгополцова
Ленка Длгополцова (словац. Lenka Dlhopolcová; нар. 14 липня 1984) — колишня словацька тенісистка.
Найвищу одиночну позицію світового рейтингу — 156 місце досягла 4 лютого 2002, парну — 244 місце — 18 лютого 2002 року.
Здобула 3 одиночні титули туру ITF.
Завершила кар'єру 2005 року.

## Фінали ITF (3–7)

### Одиночний розряд (3–2)
| Легенда          |
| ---------------- |
| турніри $100,000 |
| турніри $75,000  |
| турніри $50,000  |
| турніри $25,000  |
| турніри $10,000  |

| Фінали за покриттям |
| ------------------- |
| Тверде (2–0)        |
| Ґрунт (1–2)         |
| Трава (0–0)         |
| Килим (0–0)         |

| Результат | Ранг | Дата              | Турнір                  | Покриття | Суперниця          | Рахунок             |
| --------- | ---- | ----------------- | ----------------------- | -------- | ------------------ | ------------------- |
| Перемога  | 1.   | 5 листопада 2000  | Нью-Делі, Індія         | Тверде   | Ольга Калюжная     | 4–1, 1–4, 5–44, 4–2 |
| Перемога  | 2.   | 27 травня 2001    | Софія, Болгарія         | Ґрунт    | Естер Мольнар      | 6–3, 6–1            |
| Поразка   | 1.   | 10 жовтня 2004    | Дубровник 1, Хорватія   | Ґрунт    | Саня Анчич         | 4–6, 2–6            |
| Перемога  | 3.   | 14 листопада 2004 | Рамат-га-Шарон, Ізраїль | Тверде   | Євгенія Савранська | 6–1, 6–7(6–8), 6–0  |
| Поразка   | 2.   | 29 травня 2005    | Балш, Румунія           | Ґрунт    | Андреа Попович     | 0–6, 6–7(4–7)       |

### Парний розряд (0–5)
| Легенда          |
| ---------------- |
| турніри $100,000 |
| турніри $75,000  |
| турніри $50,000  |
| турніри $25,000  |
| турніри $10,000  |

| Фінали за покриттям |
| ------------------- |
| Тверде (0–1)        |
| Ґрунт (0–4)         |
| Трава (0–0)         |
| Килим (0–0)         |

| Результат | Ранг | Дата            | Турнір                        | Покриття | Партнерка           | Суперниці                           | Рахунок       |
| --------- | ---- | --------------- | ----------------------------- | -------- | ------------------- | ----------------------------------- | ------------- |
| Поразка   | 1.   | 10 березня 2001 | Ханчжоу, КНР                  | Тверде   | Ремі Тедзука        | Лі На Шень Луй-Лі                   | 3–6, 3–6      |
| Поразка   | 2.   | 26 травня 2001  | Софія, Болгарія               | Ґрунт    | Любомира Курхайцова | Анна Бастрікова Марія Головизніна   | 3–6, 6–3, 2–6 |
| Поразка   | 3.   | 11 вересня 2004 | Пряшів, Словаччина            | Ґрунт    | Ленка Брошова       | Луціє Кріґсманнова Зузана Залабська | 2–6, 6–4, 1–6 |
| Поразка   | 4.   | 28 травня 2005  | Балш, Румунія                 | Ґрунт    | Александра Якоб     | Б'янка Боніфате Габріела Нікулеску  | 2–6, 5–7      |
| Поразка   | 5.   | 16 липня 2005   | Гархінг-бай-Мюнхен, Німеччина | Ґрунт    | Лаура Зігемунд      | Зузана Гейдова Ева-Марія Гох        | 6–4, 4–6, 3–6 |